# Oxyarcturus holoacanthus
Oxyarcturus holoacanthus — вид морських рівноногих ракоподібних родини Antarcturidae.

## Поширення
Вид поширений на півдні Атлантичного океану біля узбережжя Аргентини. Описаний у 2023 році на основі семи зразків, зібраних у підводному каньйоні Мар-дель-Плата  на глибині 2950 м під час експедиції «Talud Continental III» на борту аргентинського дослідницького судна RV «Puerto Deseado».

## Опис
Oxyarcturus holoacanthus тісно пов’язаний з Oxyarcturus spinosus, від якого його можна відрізнити за малюнком шипів на тілі.